# Corynothrix borealis
Genre
Espèce
Corynothrix borealis, unique représentant du genre Corynothrix, est une espèce de collemboles de la famille des Orchesellidae.

## Distribution
Cette espèce se rencontre dans les parties froides de la zone holarctique. Elle a été observée dans le Nord de la Russie, au Kirghizistan, dans le Nord du Canada, en Alaska et au Colorado dans les montagnes Rocheuses aux États-Unis.

## Publication originale
- Tullberg, 1877 : Collembola borealia. - Nordiska Collembola. Öfversigt af Kongliga Vetenskaps-Akademiens Forhandlingen, Stockholm, no 5, p. 23-42.